# Всешутейший, всепьянейший и сумасброднейший собор
Всешутейший, всепьянейший и сумасброднейший собор — одна из затей, учреждённых царём Петром I с целью развлечений, питейных увеселений, карнавальных действ и так далее; своеобразная шутовская «орденская организация», объединявшая царских единомышленников.
Главной чертой «Собора», что явствует из названия, является отчётливое пародирование обрядов католической (собор возглавлялся «князем-папой», которого выбирали «кардиналы») и православной церквей (по мнению некоторых исследователей, он даже был создан с главной целью — дискредитации церкви, хотя наряду с бритьём бород входит в общий ряд разрушения стереотипов старорусской повседневной жизни); большое количество ненормативной лексики и водочных возлияний. Собор просуществовал около 30 лет — с начала 1690-х до середины 1720-х годов, внеся свою лепту в восприятие царя слоями общества как Антихриста.
Некоторые исследователи культуры относят Всешутейший собор к проявлениям типичного для Петра I (как и для ряда его предшественников, прежде всего Ивана Грозного) «антиповедения», опирающегося на народные представления и святочные маскарадные традиции.

## История Собора
История Собора ведёт своё начало с периода юности Петра, большую часть которого он провёл в московской Немецкой слободе. Лютеране, составлявшие большинство населения слободы, в том числе Франц Лефорт, оказали большое влияние на формирование личности царя, в том числе на его восприятие повседневной старорусской жизни, включая православную обрядность, сложность которой представляла большой контраст с простотой протестантского культа. Кроме того, традиция проведения западноевропейских праздников — ассамблей, продемонстрировала Петру другой вариант праздничного времяпрепровождения, сопровождавшегося пьянством и «развратом», непривычным для православных — в том числе с участием женщин как полноправных собеседниц. Кроме культурной среды Немецкой слободы, на Петра могло повлиять последовавшее затем Великое посольство, а также путешествие за границу 1716—1717 годов. Предполагают, что на западе Пётр также мог познакомиться с карнавальной культурой (см. ниже раздел Предтечи петровского Собора), тем более, что, как утверждают исследователи, «некоторые из празднеств, обнаруживающие наиболее заметное сходство с западным карнавалом, были устроены не до, а именно после этого второго путешествия».
Также указывают, что это явление также «отчасти уходит корнями в традиции шутовской скоморошьей культуры, когда начиналось святочное веселье с его „передразниванием“ реальной, вполне „серьёзной“ жизни, с ряжеными, шутками, частенько непристойными, разгулом, пьянством и издевательствами над людьми».
Под воздействием этих факторов данная карнавальная организация складывается с начала 1690-х годов. Она существовала без сильных изменений до смерти царя. От Собора осталось достаточное количество письменных источников — как свидетельств современников, так и бумаг и инструкций, писавшихся для внутреннего пользования, например, уставы и список членов.

### Цели Собора
Возможно, первоначально собор представлял пародию на католическую церковную иерархию, однако по мере совершенствования он превратился в пародию также и на православную церковь; кроме того, участниками Собора пародировались государственные символы России и Западной Европы, в том числе и собственно царская власть. Историк Валишевский, пытаясь проникнуть в цели учреждения Собора, с удивлением пишет:

Публичное официальное учреждение шутовского патриаршества, о котором мы уже упоминали, имело ли оно целью, — как утверждают многие, — подготовить уничтожение настоящего? Пожалуй, что так; но как опасен был, опять-таки, подобный окольный путь!.. Ведь Пётр рисковал разбить там на каком-нибудь ухабе всё достоинство духовенства и даже самое понятие о религии! Говорят, что имелось в виду создать только пародию на папство. Сомнительно. Мы видим, что Зотов поочерёдно называется то князем-папой, то патриархом. Ну, а выставив рядом с ним самозванного кесаря Ромодановского, какой титул, какое звание, какие обязанности старался высмеять и унизить Пётр? Скорее можно предположить, что он преследовал главным образом цель увеселения ума, предрасположенного к причудливости и эксцентричности вследствие некоторого атавистического проявления восточного деспотизма, определённых недостатков духовного склада и определённых пробелов первоначального воспитания. Может быть самые серьёзные намерения примешивались или даже служили точкой отправления этой шутовской и непристойной распущенности воображения, но они быстро исчезали, сметаемые и уничтожаемые её бурным и мутным потоком.

Современник Петра француз Вильбуа, увидев в соборе намерение Петра опорочить не только католическую церковь, но и собственную церковную иерархию, писал: «Это вытекало из стремления этого умного и смелого государя подорвать влияние старого русского духовенства, уменьшить это влияние до разумных пределов и самому встать во главе русской церкви, а затем устранить многие прежние обычаи, которые он заменил новыми, более соответствующими его политике». Пародийность празднеств Собора служила Петру для педагогических целей, для разрушения старого порядка: «признав за „дубинкой“ большие педагогические возможности, он не отказывался и от злой, кощунственной шутки, чтобы достичь своих целей».
Как отмечают историки, в этом действе был важен не только унизительный для церкви или развлекательный для приближённых элемент. «Для царя Петра „собор“ стал механизмом отбора и сплочения наиболее преданных лиц. Во время „шумства“ они проходили проверку на послушание, худо-бедно демонстрировали свои творческие способности и фантазию, привыкали к мысли, что сословные перегородки преодолимы. Кроме того, они учились видеть величие в самоуничижении („смирении“ и „терпении“), то есть примеряли к себе то, что в православной традиции считалось и считается доступным лишь Христу и праведникам. Наконец, благодаря „сумасброднейшему собору“ в массовое сознание исподволь внедрялась важная идея, отличающая менталитет Нового времени от средневекового, — убеждение в том, что сущность („природа“) человека не зависит от его „чина“ — происхождения, статуса, образа жизни, предписанной манеры поведения».
Отмечают и психологические цели Собора: «Дикие оргии Всешутейшего собора нужны были Петру, чтобы преодолеть неуверенность и страх, снять стресс, выплеснуть необузданную разрушительную энергию. Но это не всё. Царские неистовства — ещё один способ порвать со стариной. Оказалось, что с ней легче прощаться, хохоча и кривляясь. Проявлением „нравственной неурядицы“ мягко назвал Ключевский то, что сразило Петра и его ближайших соратников».

## Характеристика Собора

### Устройство Собора
У Собора был постоянный глава, который носил следующие титулы: «князь-папа», «всешутейший и всепьянейший князь-папа», «святейший князь-папа и патриарх» и даже «великий господин святейший кир Ианикита, архиепускуп Прешпурский и всея Яузы и всего Кокуя патриарх». Он избирался посредством сложной процедуры, следом проходил торжественный обряд посвящения и занимал свою должность пожизненно. Эту должность по очереди занимали Матвей Филимонович Нарышкин, Никита Моисеевич Зотов и Пётр Иванович Бутурлин, причём новому патриарху, Бутурлину, по приказу царя пришлось обвенчаться со вдовой предыдущего — Зотова.
Князем-кесарем был Фёдор Юрьевич Ромодановский. Пётр звал его также «королём» и «пресветлым царским величеством», именуя себя «холопом и последним рабом» князя. После смерти шутовского монарха в сентябре 1717 года титул «кесаря» перешёл к его сыну Ивану Фёдоровичу. Князей-кесарей царь назначал единолично, в отличие от выборных «патриархов». Ф. Ю. Ромодановский во время отъезда Петра за границу в Великое посольство по его поручению управлял Москвой, был окружён монаршими почестями, «жаловал» Петру все его воинские звания (полковник, 1706, генерал-поручик и шаутбенахт, 1709, вице-адмирал, 1714), во всех письмах Пётр именовал его «королём» и «вашим величеством», а себя — его «холопом».
Наличие в составе собора князя-кесаря (то есть «императора»), носившего во время обрядов традиционные царские одежды, указывает на то, что Собор был пародией на допетровское русское общество вообще, в частности, на византийскую традицию разделения священства и царства, противопоставленную единоличной власти Петра. Отец и сын Ромодановские в быту были привержены старинным боярским традициям, это ещё сильнее подчёркивалось петровской игрой. Жена младшего Ромодановского, Наталья, постоянно разыгрывала роль древней русской царицы, облекалась в костюм старинного русского покроя, принимала с достодолжною важностью все смешные почести, ей воздаваемые. Наталья была сестрой царицы Прасковьи Салтыковой, которая также не избегла того, чтобы выступать со своими фрейлинами «в смехотворной процессии свадьбы князь-папы», и даже делала это с охотой, чтобы угодить Петру.
Устройство собора копировало всю церковную иерархию. В составе собора были «дьяконы», «архидиаконы», «попы», «ризничий», «архиереи», в том числе «митрополиты», а также «диаконисы», «архи-игуменья» и «княжна-игуменья» и т. д. У собора были свои молитвы, большая часть которых утеряна и сохранилась по частной переписке «соборян». Все лица «собора» носили с подачи Петра І прозвища, которые по словам Василия Ключевского, «никогда, ни при каком цензурном уставе не появятся в печати» (см. ниже).

Состав Всешутейшего собора был достаточно постоянным и фиксировался в списках (всегда неполных, но достаточно больших). Из них видно, что наряду с ничем не примечательными личностями среди членов Собора были такие государственные деятели, как Г. И. Головкин, Т. Н. Стрешнев, И. А. Мусин-Пушкин, Ф. М. Апраксин. Члены Собора имели постоянную обслугу и штат профессиональных смехачей — «грозных заик 12 человек, папиных поддьяков плешивых 12 человек, весны 24 человека», также приглашали певчих, музыкантов (с бубнами и другими скоморошьими инструментами), шутов, «дураков» и лиц, изображавших Бахуса. Членство в Соборе порой было насильным, особенно это касалось представителей старой знати, подвергавшихся в нём унижениям. Все покорялось своеобразному чувству юмора царя. У членов Собора были особые одеяния, которые «представляли собой пародию на облачения священнослужителей: к примеру, вместо архиерейской панагии они носили флягу, а на митре „князя-папы“ был изображен Бахус». В собрании Государственного Эрмитажа хранится священническая фелонь, сшитая из шёлковой ткани с вышитыми драконами. По одной из версий она принадлежала князю-кесарю Фёдору Ромодановскому и использовалась на «заседаниях» собора.
Особыми членами «собора» были женщины. Иерархия среди них была такой: высшим титулом был «княжна-игуменья», до 1717 года ею бессменно была Дарья Гавриловна Ржевская, а потом Анастасия Петровна Голицына. Первая была из Рюриковичей, вторая — из Гедеминовичей. Затем шли «архиигуменьи», в их разряд перешла Ржевская, оставив прежнюю должность, далее шли «игуменьи», «диаконисы» и «монахуйни» («монахини»). Помимо этого, к участию в соборных действах привлекались жёны «служителей Бахуса».

### Прозвища
«Архикнязь-папа. 

При нем служители: протокопайхуй Михайлов, 

духовник Иринархуй, архидиякон Идинахуй Строев, 

протодиякон Пахом Пихайхуй Михайлов, дьякон 

Иоиль Попирайхуй Бутурлин.

Ключари: Починихуй Опраксин, Брихуй Хилков, 

Ионийхуй Субота, ризничий Изымайхуй Мусин-Пушкин, 

уставщик Неоманхуй Репнин, поп Феофанхуй Шушерин.

Дьяконы: Посаднилхуй Головин, Ловихуй Воейков, 

Ройхуй Ронов, Дуйнахуй Шемякин.

Иподдьяконы: Филарет Яритцанахуй Прозоровской.

Посошники: Медведьхуйвытащи.

Благочинной: Анаспихуй Юшков.

Грозныи: Сомнихуй Тургенев, кречетник 

Изымайхуй Колтовской.

Лампадники: Хуй Полибин, Иванахуй Губин, 

Розманихуй Васильев, Возмихуй Тимашев, камисар 

Суйхуй Ключарев, Имайхуй Лихарев, новогородский 

подьячий Пасихуй Козырев, сибирский комендант 

Григорей Калетин, Розломихуй Траханиотов.

Дьяки: Иван Лосев, Осип Метлин»
Историки отмечают: «У всех „соборян“ независимо от того, какого они были происхождения и какие посты занимали в реальной жизни, имелись потешные прозвища и звания, основанные почти всегда на матерной лексике или не на слишком пристойных ассоциациях. У самого Петра I была нецензурная кличка — Пахом-пихайхуй, изменился и полный титул Зотова — „Всешутейший и всесвятейший патриарх кир-ети Никита Пресбургский (Плешбургский), Заяузский, от великих Мытищ и до мудищ“. Прозвищем же „смиренный Аникит“ в латинской транскрипции Зотов подписывал свои письма в качестве „князя-папы“. Бутурлин имел прозвище Корчага, а с 1718 года звался также „князь-папа Ибасса“. Кроме того, и в бытность „митрополитом“, и став „папой“, он прилагал к себе такие имена-клички, как Петрохуй и Петропизд. Речевую среду внутри „сумасброднейшего собора“ ярко характеризует обнаруженный в архиве один из немногих уцелевших списков его членов. Скорее всего, он составлен до 1706 года» (см. врезку справа).
Обсценные прозвища соборян пародировали выбор монашеских имён (ср. использование в их составе ряда реальных имён, принятых прежде всего как монашеские — Пахом, Филарет, Иоиль), и, как и монашеские имена на Руси до XVIII в., начинались на те же буквы, что и мирские (Пётр — Пахом-Пихайхуй, аналогично Никита Репнин, Иван Мусин-Пушкин и т. п.)

### Местонахождение Собора
Резиденция собора находилась в Пресбурге, расположенном на острове посреди Яузы, возле села Преображенское. Поэтому патриарх Собора получил титул «Патриарха Пресбургского, Яузского и всего Кокуя». Пресбург — «потешная фортеция» — представлял собой земляное укрепление, возведённое Петром для воинских игр в 1686 году.

### Обряды и язык Собора
Язык, используемый соборянами, противопоставлялся церковнославянскому обрядному, происходил из условного (или тайного), так называемого, «офенского» языка странствующих торговцев. Пьянство среди них именовалось «Ивашкой Хмельницким», а разврат — «Ерёмкой». Другой язык «соборян» был русский мат, например, проклятие «анафему», «анафемствовать» заменили нецензурным словом — «ебиматствовать».
Валишевский пишет: «Шутовским кардиналам строго воспрещалось покидать свои ложа до окончания конклава. Прислужникам, приставленным к каждому из них, поручалось их напаивать, побуждать к самым сумасбродным выходкам, непристойным дурачествам, а также, говорят, развязывать им языки и вызывать на откровенность. Царь присутствовал, прислушиваясь и делая заметки в записной книжке».

#### Заседания Собора
Большинство «заседаний» собора представляли собой пародии на христианские праздники:
- славление: на святки ежегодно устраивалось «славление»: члены Собора ездили по городу, приезжали в богатые дома, там пели и требовали себе угощения. Славления по письменным источникам известны нам лучше всего: до наших дней дошло как минимум шесть описаний, причём самые ранние относятся к 90-м годам XVII века, а самые поздние — к 20-м годам XVIII века[7]. Эта церемония являлась пародией на допетровский обряд святочного славления, во время которого на самом деле распевались духовные стихи и тому подобное.
  - святочные забавы: «во время этих „забав“ знатных людей оскорбляли и даже пытали. Есть некоторые основания полагать, что такие „забавы“ имели место лишь в начале царствования Петра I»[7]. (Не подтверждено, что это было именно в рамках Собора).
- покаянная процессия: на первой, строгой, неделе Великого поста «всепьянейший собор» Петра устраивал «покаянную» процессию. «Его всешутейшество» выезжал, окружённый своими сподручниками в вывороченных полушубках, на ослах, волах или в санях, запряжённых свиньями, козлами и медведями.
- шествие на осляти: в Вербное воскресенье пародировалась традиция шествия на осляти. Эта пародия известна по двум различным описаниям: Куракин рассказывает, что «на потешном дворе» после обеда «отправлялась» процессия: «патриарха шуточного», «князя-папу», везли на верблюде «в сад набережный к погребу фряжскому», где бесконечно пьянствовали. А согласно более позднему рассказу Берхгольца в Вербное воскресенье «князь-папа» и члены «всешутейшего собора» ездили по городу на ослах, волах, в санях, запряжённых свиньями, медведями или козлами.
- свадьбы «князя-папы» Зотова и «князя-папы» Бутурлина (6 (17) января 1715 года и 10 (21) сентября 1721 года), также включавшие элементы пародии на традиционный свадебный обряд. Сохранилось описание свадьбы Зотова:

«Новобрачный и его молодая, лет 60, сидели за столом под прекрасными балдахинами, он с царём и господами кардиналами, она с дамами. Над головою князя-папы висел серебряный Бахус, сидящий верхом на бочке с водкой… После обеда сначала танцевали; потом царь и царица, в сопровождении множества масок, отвели молодых к брачному ложу. Жених в особенности был невообразимо пьян. Брачная комната находилась в широкой и большой деревянной пирамиде, стоящей пред домом Сената. Внутри её нарочно осветили свечами, а ложе молодых обложили хмелем и обставили кругом бочками, наполненными вином, пивом и водкой. В постели новобрачные, в присутствии царя, должны были ещё раз пить водку из сосудов, имевших форму partium genetalium… и притом довольно больших. Затем их оставили одних; но в пирамиде были дыры, в которые можно было видеть, что делали молодые в своём опьянении» (Ф. Бергольц)

- «освящение» Лефортова дворца в честь Бахуса 21 (31) января 1699 года: участники этой церемонии несли чаши с вином, медом, пивом и водкой, окуривали комнаты табаком, а вместо креста у «князя-папы» были две скрещённые курительные трубки.
- маскарады по случаю заключения Ништадтского мира, устроенные соответственно 10 (21) сентября — 17 (28) сентября 1721 года в Петербурге и маскарад в Москве во время масленицы (с 31 января (11 февраля) по 2 (13) февраля 1722 года.

#### Выборы главы Собора
Как выбирался глава Собора, известно из письменных источников, составленных самими же соборянами — «чин избирания» (сценарий выборов «князя-папы»), и «чин в князь-папы постановления [и] в епископы».
Как пишет историк Шмурло, выборы нового патриарха всешутейшего собора в 1718 году были кощунственной пародией на церковный чин избрания патриарха всея Руси: «Бахус, несомый монахами, напоминал образ предшествуемый патриарху на выходе; речь князя-кесаря напоминала речь, которую Московские цари обыкновенно произносили при избрании Патриархов».
Выборы происходили при закрытых дверях, аналогично папскому конклаву; избранного главу собора сажали на прорезанное кресло для отхожего места и ощупыванием органов проверяли его пол, затем по-латыни провозглашая: «Священническое достоинство имеет» (pontificalia habet). Аналогичный обряд, по распространённым в то время слухам, якобы существовал и при избрании римских пап и основывался на легенде о папессе Иоанне, в реальность которой римская церковь долго верила.
Выбранного «князя-папу» сажали в ковш и несли «понтифика» в сопровождении всего «собора» в дом, где, его раздевали, и опускали голым в гигантский чан, полный пива и вина. «Князь-папа» плавал в ковше. Гости, мужчины и женщины, принадлежавшие к высшим боярским фамилиям, в обнажённом виде, пили вино из этого чана и распевали непристойные песни на церковные мотивы.
Рукоположение звучало следующим образом:
 «Рукополагаю аз, старый пьяный, сего нетрезваго во имя всех пьяниц, во имя всех скляниц, во имя всех зерншиков [зернщик — азартный игрок в кости, в зернь], во имя всех дураков, во имя всех шутов, во имя всех сумозбродов, во имя всех лотров [лотр — разбойник, забулдыга, гуляка], во имя всех водок, во имя всех вин, во имя всех пив, во имя всех медов, во имя всех каразинов [каразин — малиновая водка], во имя всех сулоев [сулой — сусло, квас], во имя всех браг, во имя всех бочек, во имя всех ведр, во имя всех кружек, во имя всех стаканов, во имя всех карт, во имя всех костей, во имя всех бирюлек, во имя всех табаков, во имя всех кабаков — яко жилище отца нашего Бахуса. Аминь». Потом наложили на главу его шапку и пели: «Аксиос!» [по-гречески: «Достоин!»]. Потом оный новопосвященный сел на свой престол — на великую покрытую бочку, и вкушал вина из «Великого орла», и протчим всем подавал. Певцы же в то время пели «Многолетие» кесарю и новопоставленному. И оное окончав, вси распущены в домы свои. Князь-папа же, разоблачаса от своея одежды, пошел в свои покоевы полаты и остался в том доме.
Даты:
- «избрание и поставление князя-папы», устроенные соответственно 28 декабря 1717 (8 января 1718) и 10 (21) января 1718 года.

## Предтечи петровского Собора

### Византия
А. П. Лебедев в своей «Истории разделения церквей» пишет о действиях византийского императора Михаила III: «При Михаиле, по его собственному почину, устроилось нечто подобное тому „всепьянейшему Собору“, какой был у нашего Петра Великого. Это было, с одной стороны, непристойное шутовство, с другой — нецелесообразный способ осмеять лицемерие и ханжество некоторых членов общества. Двенадцать из сотоварищей Михаила, сотоварищей по кутежам, носили титулы митрополитов, а сам он называл себя архиепископом Колонийским. Роль патриарха играл вышеназванный Грилл. Кощунники облекались в священные одежды, пели бесчинные песни, сообразуясь с напевом церковных песней, и даже будто бы позволяли себе совершать комедийное действие причащения, причём вместо хлеба и вина употреблялись уксус и горчица. Эта толпа сотоварищей позволяла себе посмеяние над религией. Под руководством Михаила с пением песен и игрой на музыкальных инструментах она расхаживала по городу, делая вид, что совершается религиозная процессия, и приноравливала свои шутовства к тем дням, когда по церковному обычаю полагалось совершать крестные ходы».
Кроме того, Константин V сделал некоего монаха-расстригу участником «гнусных процессий» и назвал его «папой веселия», а «во время игрищ, устроенных императором Алексеем III Ангелом <…> по поводу свадьбы его дочери Анны <…>, некий евнух изображал из себя эпарха Константинополя». Я. Н. Любарский возводит все такого рода явления к традиционным обрядам, в частности к сатурналиям.

### Европа
Исследователи Собора как культурного явления пишут, что «Всешутейший собор, будучи, как неоднократно отмечалось, своеобразным комическим и пародическим „социальным институтом“, также сопоставим с другими комическими и пародическими „институтами“, известными из истории Европы, но в то же время существенно от них отличается». Тем не менее, возможно перечислить ряд европейских организаций, также пародировавших государственную и церковную иерархию и действа — Geckengesellschaft, la Mère folle («Мать дураков», «Братство Матери-дуры», «Дижонская пехота»), Societas Cornadorum, Rzeczpospolita Babińska, Régiment de la Calotte («Полк в ермолках»), The Sublime Society of Beefsteaks («Высокое Общество Бифштексов»). Учёные подчёркивают: «пародирование церкви, её обрядности и иерархии, характерное для „всешутейшего собора“ и многих празднеств, связанных с ним, отнюдь не было изобретением Петра I и его приближенных; оно, как можно видеть, было укоренено в традиции, как русской, так и западноевропейской, причем традиция не только санкционировала это, но и предлагала определённые модели, на основе которых пародия создавалась (к числу таких моделей мы можем отнести, например, устойчивую оппозицию пьянства и церковной службы, отразившуюся в древнерусской литературе)».

## В культуре
- Собор описан в произведениях: «Пётр I» Алексея Толстого и «Антихрист. Пётр и Алексей» Дмитрия Мережковского
- Описания Собора присутствуют в исторических работах В. О. Ключевского.
- Преображенская серия портретов участников собора.
- В комедии Григория Горина «Шут Балакирев».